# Macrobiotus willardi
Macrobiotus willardi är en djurart som tillhör fylumet trögkrypare, och som beskrevs av Giovanni Pilato 1977. Macrobiotus willardi ingår i släktet Macrobiotus och familjen Macrobiotidae. Inga underarter finns listade i Catalogue of Life.